# Artabotrys velutinus
Artabotrys velutinus är en kirimojaväxtart som beskrevs av G. Elliot. Artabotrys velutinus ingår i släktet Artabotrys och familjen kirimojaväxter. Utöver nominatformen finns också underarten A. v. sphaerocarpus.